# 158-ма піхотна дивізія (Третій Рейх)
158-ма піхотна дивізія (Третій Рейх) (нім. 158. Infanterie-Division) — піхотна дивізія Вермахту за часів Другої світової війни.

## Історія
158-ма піхотна дивізія сформована у квітні 1945 року. Взяла участь у боях на Східному фронті, розгромлена у квітні-травні 1945 року радянськими військами.

## Склад
| Квітень 1945                          |
| ------------------------------------- |
| 1316-й єгерський полк                 |
| 1317-й гренадерський полк             |
| 1318-й гренадерський полк             |
| 1458-й артилерійський полк            |
| 1458-й розвідувальний загін           |
| 1458-й важкий гренадерський батальйон |
| 1458-й інженерний батальйон           |
| 1458-й дивізійний загін зв'язку       |
| 1458-е дивізійне управління постачань |